# Chi Dây ngôn
Alyxia là chi thực vật có hoa trong họ Apocynaceae.

## Các loài

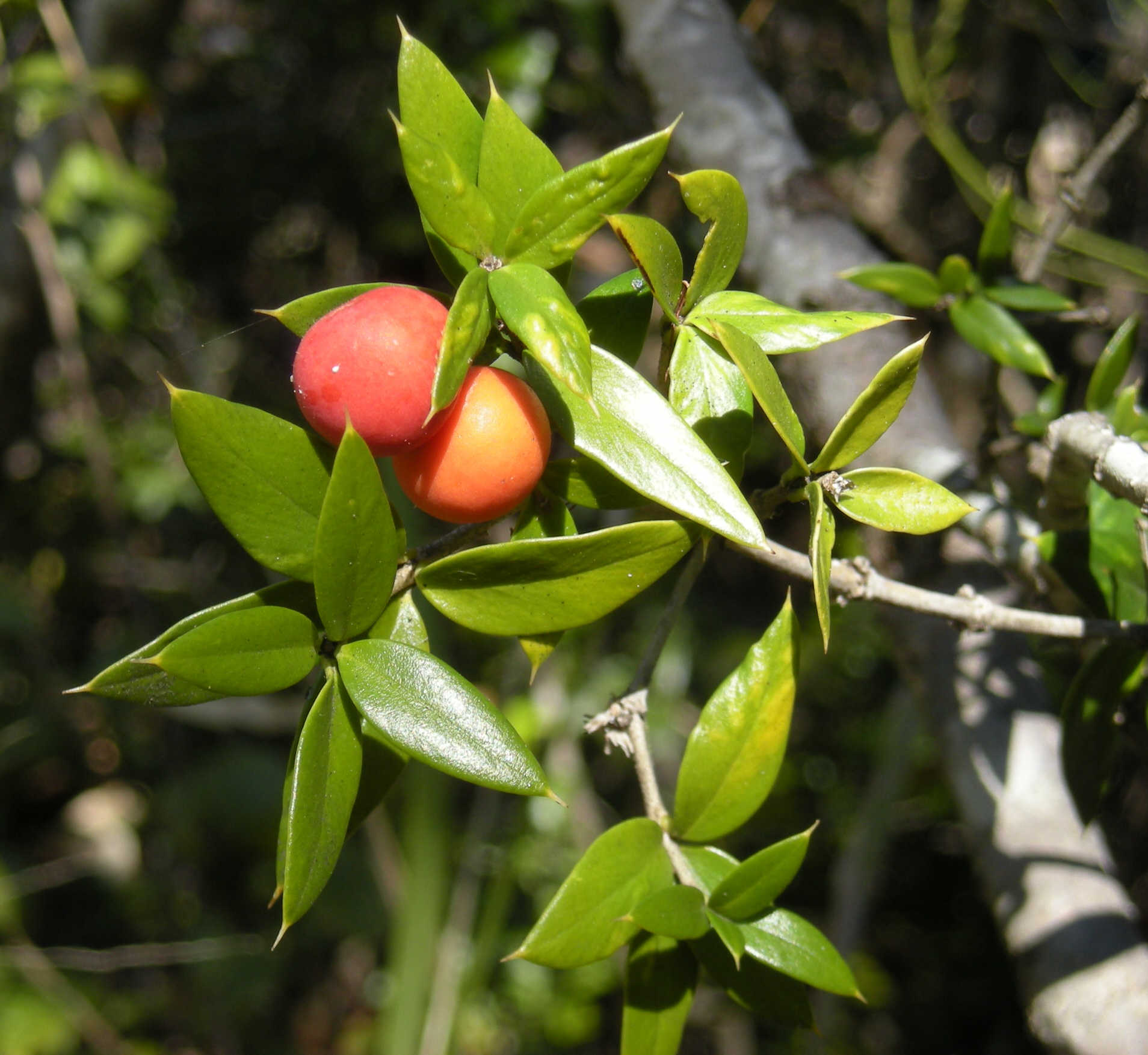
Chain Fruit (Alyxia ruscifolia)

| - Alyxia angustifolia - Alyxia bracteolosa Rich ex A.Gray - Alyxia buxifolia – Dysentery Bush, Sea Box - Alyxia celebica - Alyxia daphnoides - Alyxia evansii - Alyxia fascicularis - Alyxia flavescens - Alyxia floribunda - Alyxia ganophylla - Alyxia globosa - Alyxia graciliflora - Alyxia gynopogon - Alyxia ilicifolia F.Muell. - Alyxia insularis - Alyxia kwalotabaa - Alyxia lackii - Acacia leiocalyx - Alyxia levinei - Alyxia lindii F.Muell. - Alyxia linearifolia - Alyxia longiloba - Alyxia magnifolia - Alyxia manusiana - Alyxia marginata - Alyxia menglungensis - Alyxia minutiflora - Alyxia mucronata - Alyxia muguma | - Alyxia obtusifolia R.Br. - Alyxia odorata - Alyxia oleifolia - Alyxia oliviformis Gaudich. – Maile (Hawaiʻi) - Alyxia papuana - Alyxia poyaensis - Alyxia quadrata - Alyxia racemosa - Alyxia reinwardtii - Alyxia ruscifolia R.Br. – Chain Fruit - Alyxia scabrida - Alyxia schlechteri - Alyxia sharpei - Alyxia siamensis - Alyxia sinensis - Alyxia solomonensis - Alyxia spicata R.Br. - Alyxia squamulosa C.Moore & F.Muell. - Alyxia stellata (J.R.Forst. & G.Forst.) Roem. & Schult. - Alyxia taiwanensis - Alyxia thailandica - Alyxia tisserantii - Alyxia tropica - Alyxia uniflora - Alyxia veillonii - Alyxia vera - Alyxia villilimba |

## Hình ảnh

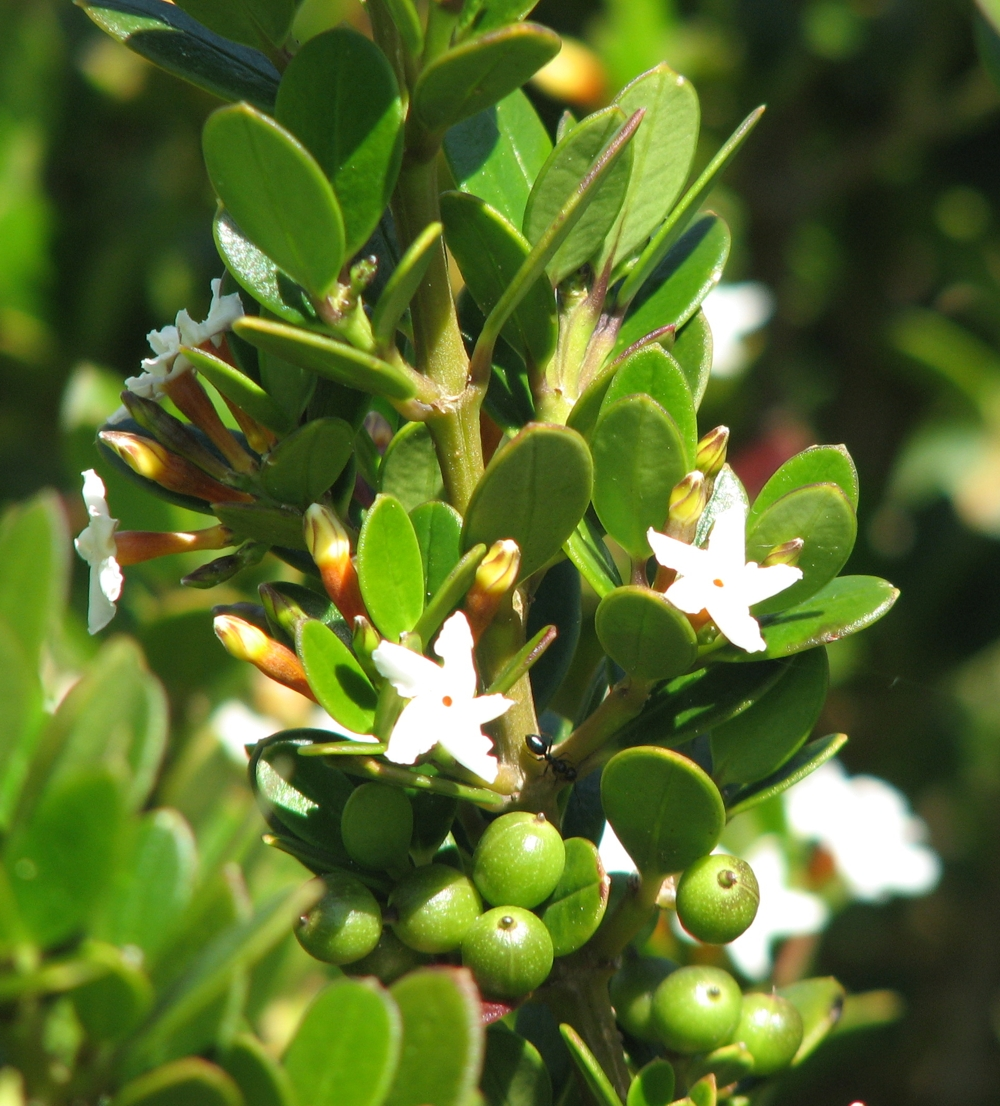
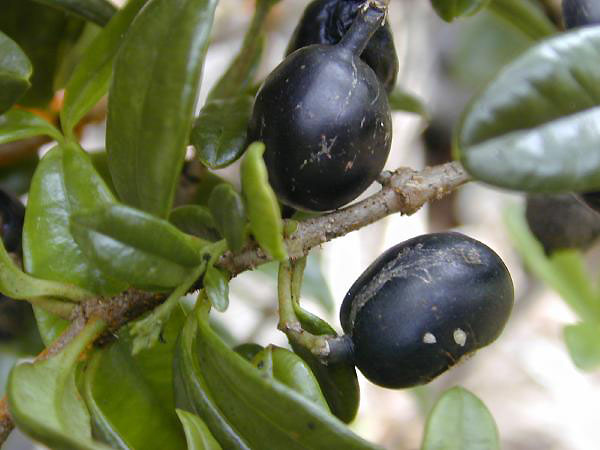
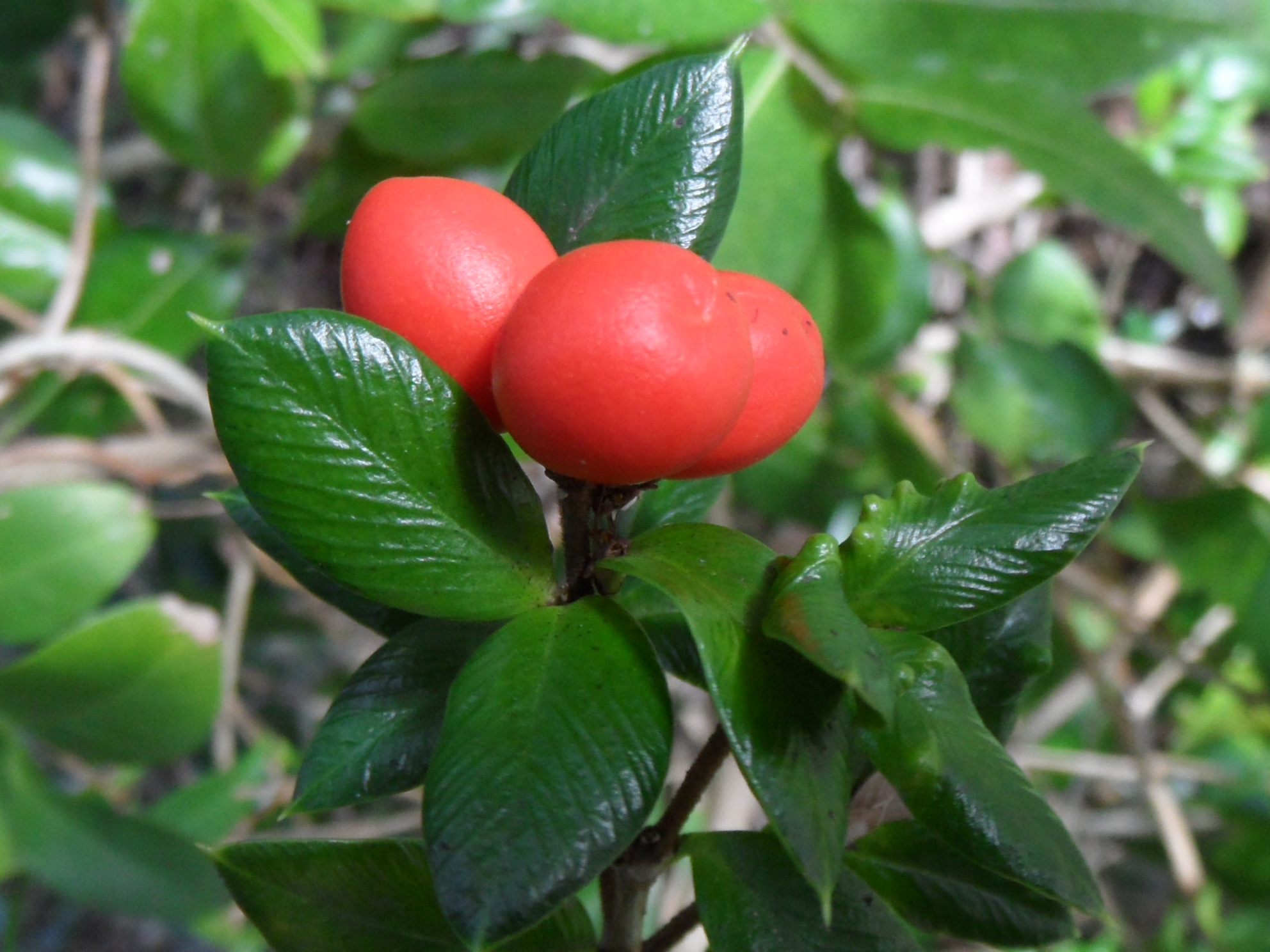